# Xylophanes jocasta
Xylophanes jocasta är en fjärilsart som beskrevs av Druce 1888. Xylophanes jocasta ingår i släktet Xylophanes och familjen svärmare. Inga underarter finns listade i Catalogue of Life.